# Friedrich Hecker

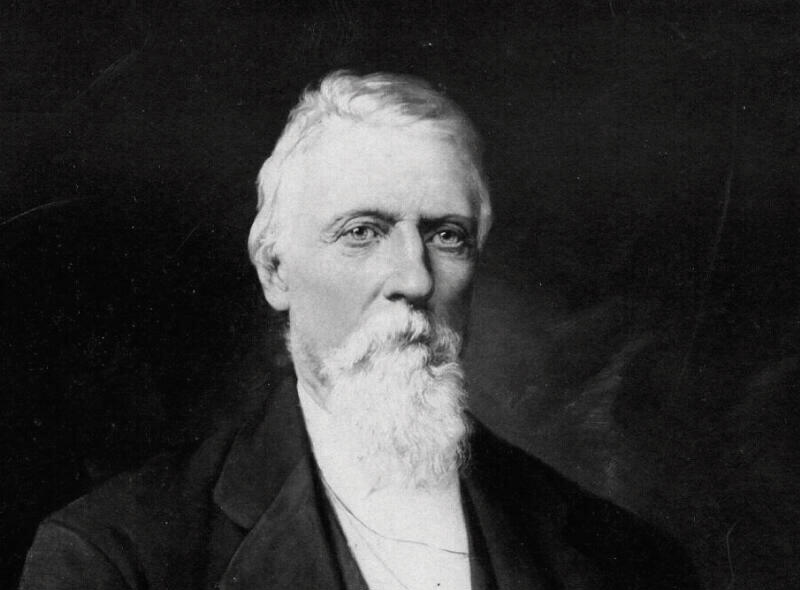
Hecker 64 éves korában

Friedrich Franz Karl Hecker (Eichtersheim, Badeni Nagyhercegség, 1811. szeptember 28. – Summerfield, Illinois, 1881. március 24.) német politikus, 1848-as forradalmár és amerikai szabadságharcos katona.

## Élete
Jogot végzett és azután mint ügyvéd élt Mannheimban, 1842-ben a badeni képviselőházba választották, ahol az ellenzék padjain foglalt helyet. 1846-ban szakított a mérsékelt ellenzéki párttal és Gustav Struvéval szövetkezve, a radikális oppozíció elveit hirdette. Az 1848-as forradalom kitörése után a heidelbergi gyűlésen (március 5.) nyíltan köztársaságinak vallotta magát és nemsokára fegyveres felkelést keltett, amelynek élén Badenből a többi délnémet országot is felkelésre akarta bírni. Ez a terve nem sikerült. A köré és Struve köré gyülekező csekély sereget április 20-án Konstanz mellett leverték. Ezt követően Hecker Svájcba szökött. A thiengeni kerületben ugyan a frankfurti parlamentbe választották, de ez nem fogadta be. 
Hecker 1848-ban Észak-Amerikába vándorolt, ahonnan az 1849 májusi felkelés hírére visszatért Badenba. Az újabb vereség után újra kivándorolt Amerikába, ahol Illinois államban, Belleville mellett, farmer lett. Az amerikai polgárháború kitörésekor 1861-ben az Unió hadseregéhez csatlakozott fiával együtt és a 24. számú Illinois-i önkéntes gyalogezredben ezredesi rangban teljesített szolgálatot, harcolt  a Konföderáció ellen.
1863 május 2-án a chancellorsville-i csatában súlyosan megsebesült a lábán, így 1864-től megint a farmján élt, és ez év telén felolvasásokat tartott az Unió több államában. 1873 májusában visszatért rövid időre az időközben egységessé vált Németországba, de nem tudott megbarátkozni az új császársággal és csakhamar visszautazott Amerikába. 1872-ben jelent meg tőle: Reden und Vorlesungen; 1874-ben pedig Betrachtungen über den Kirchenstreit in Deutschland und die Infallibilität.